# Односи Србије и Саудијске Арабије
Односи Србије и Саудијске Арабије су инострани односи Републике Србије и Краљевине Саудијске Арабије.

## Билатерални односи
Дипломатски односи са Саудијском Арабијом су успостављени 2013. године.

### Економски односи:
- У 2020.г. извоз Србије је износио 46,4 милиона долара, а увоз 24,7 милиона УСД.
- У 2019.г. извоз наше земље вредео је 70 милиона УСД, а увоз 30 милиона долара.
- У 2018.г. извоз из РС је износио 140 милиона долара, а увоз 34 милиона УСД.[2][3]

### Дипломатски представници

#### У Ријаду
- Мухамед Јусуфспахић, амбасадор, 2015 -[4]
- Младен Мијовић, отправник послова[5]